# 四川山地轨道交通
四川山地轨道交通为中国四川省规划的一个登山铁路系统，总共包含23条线路。

## 旅游资源
丹景山、九顶山、龙门山、西岭雪山、天台山、瓦屋山、柳江古镇、龙泉山、九寨沟、黄龙、稻城亚丁、新路海、四姑娘山、卧龙、格聂神山、贡嘎山、海螺沟、伍须海、洛克路、木里大寺、泸沽湖、兴文石海、阆中古城、空山天盆、华蓥山、凌云山为该规划经过的旅游资源。

## 线路

### 龙门山山地旅游度假线
拟规划为西成客专江油站至虹口景区。

### 都江堰至四姑娘山线
正在建设中。预计都江堰至卧龙段2025年开通，卧龙至四姑娘山段2026年开通。

### 竹海石海休闲度假旅游线
“竹海石海休闲度假旅游线”已完成深化预可行性研究编制，截止2020年6月，正在开展工程可行性研究编制。

### 宝兴县山地轨道交通
包括宝兴至四姑娘山、至碧峰峡段。8月28日，宝兴县文旅康养产业专题推介活动在乐山市峨眉山市峨眉山温泉酒店举行，推出了宝兴县山地轨道交通，2020年10月，宝兴县山地轨道交通规划预可研服务采购项目单一来源征求意见公示发布。

### 天府冰雪小镇支线
经过德阳绵竹于2020年7月29日进行预可研单一来源采购。